# Батуринська лікарня
Бату́ринська ліка́рня — лікарня гетьманської столиці на 15 ліжок, яка була збудована наприкінці XVIII століття за ініціативи і кошти останнього гетьмана Лівобережної України Кирила Розумовського.
Тривалий час була єдиною сільською лікарняною установою в Україні. При ній постійно мешкав повітовий лікар, працювала аптека.
Після переходу маєтку Розумовського до казенного відомства лікарню передали у відання Приказу громадського піклування.
На теперішній час будівля не збереглася.